# Brasles
Brasles – miejscowość i gmina we Francji, w regionie Hauts-de-France, w departamencie Aisne.
Według danych na styczeń 2014 roku gminę zamieszkiwało 1401 osób, a gęstość zaludnienia wynosiła 188,3 osób/km².